# ساچیکو، شاهدخت هیسا
ساچیکو، شاهدخت هیسا (به ژاپنی: 久宮祐子内親王); ۱۰ سپتامبر ۱۹۲۷ – ۸ مارس ۱۹۲۸ (سن ۵ ماه ۲۶ روز
) دومین دختر امپراتور هیروهیتو بود. او در ۵ ماهگی درگذشت.